# Zikmund Lucemburský
Zikmund Lucemburský (14. února 1368 Praha – 9. prosince 1437 Znojmo) byl syn Karla IV. a jeho čtvrté manželky Alžběty Pomořanské, polorodý bratr Václava IV. a tchán Albrechta Habsburského. Byl braniborský markrabě (od roku 1373), uherský král (od 31. března 1387), římský král (zvolen roku 1410 a znovu 21. července 1411, korunován 8. listopadu 1414), slezský vévoda a lužický markrabě (od 1419), moravský markrabě (1419–1423), český král (korunován 28. července 1420, vládl v letech 1436–1437), lombardský král (od 1431) a římský císař (od 1433).
Zikmund byl velmi vzdělaný, mluvil sedmi jazyky, byl velmi společenský a měl zálibu v rytířských turnajích. Byl jednou z vedoucích postav kostnického koncilu, který sice ukončil papežské schizma, ale také vedl k husitským válkám. Na svou dobu se dožil velmi vysokého věku – bez dvou měsíců 70 let. Jeho smrtí česká linie Lucemburků vymřela po meči.

## Zikmund Lucemburský jako středoevropský politik

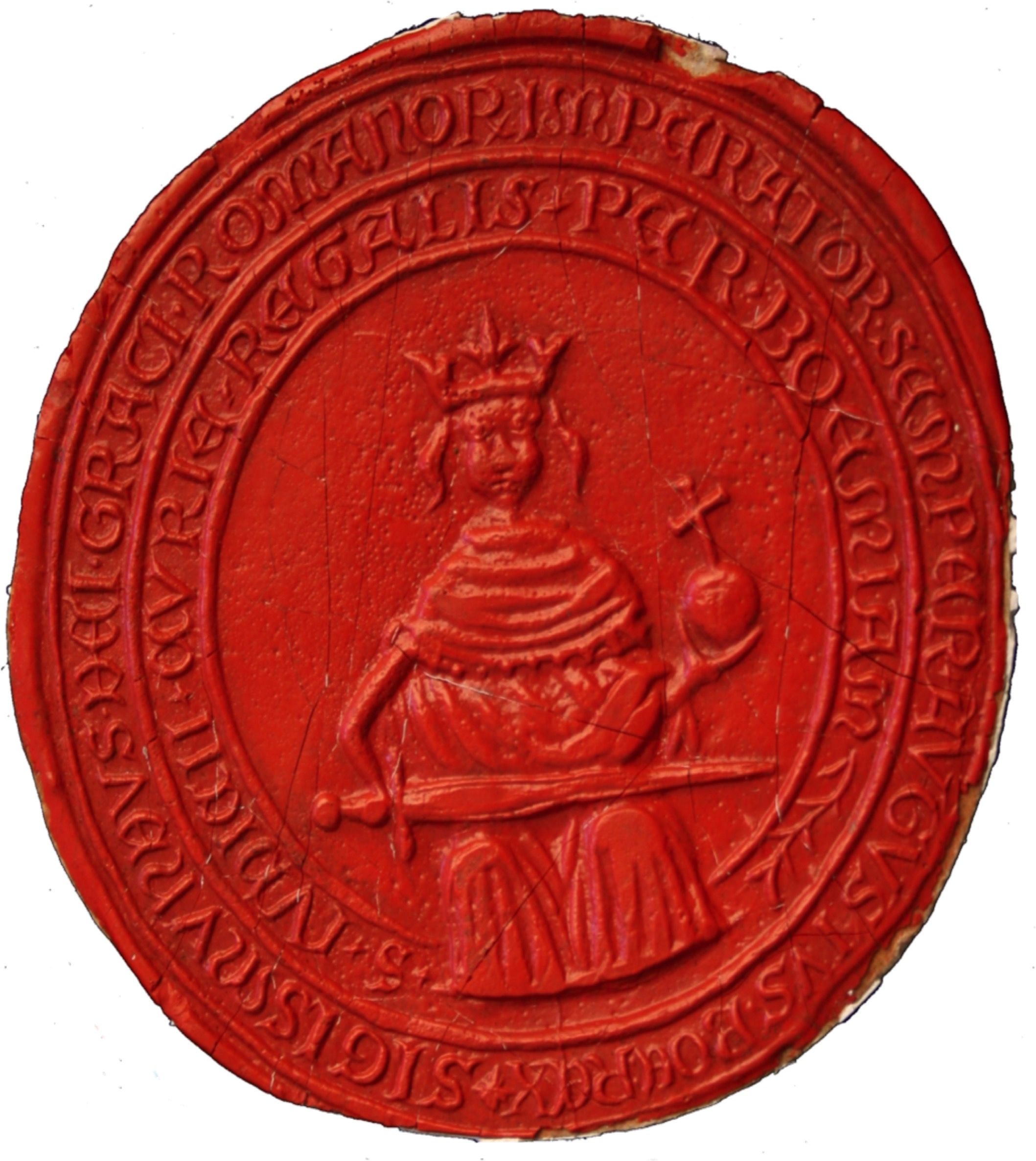
Pečeť královského dvorského soudu pro české země

Zikmund, pojmenovaný po svatém Zikmundovi (který se za přispění Karla IV. stal novým českým patronem), byl významný evropský politik vrcholného středověku, v Čechách však tradičně neoblíbený, zejména kvůli Janu Husovi, na jehož smrti je mu, ne zcela právem, připisován podíl. Zikmundovi se skutečně od mládí říkalo „liška ryšavá“, ovšem jenom kvůli zrzavým vlasům, ne prohnanosti.
Mluví se o něm jako o „posledním císaři středověku“ (Drška 1996). Jeho hlavním zájmem byla reforma církve (koncily v Kostnici a v Basileji) a reforma říše, ale zasahoval i do sporů mezi Anglií a Francií (Zikmund byl první císař Svaté říše římské, který v květnu 1416 stanul na půdě Anglie a vjel branami do Londýna), do sporů mezi Polským královstvím a Řádem německých rytířů a v neposlední řadě se snažil zorganizovat křížovou výpravu, která by pomohla Byzantské říši proti Turkům. V těchto snahách často býval osamocen. Zastával podřízenost církve světské moci, v letech 1403–1404 zakázal odvádět peněžní dávky papežské kurii a sám se rozhodl obsazovat některé církevní úřady, včetně biskupských.
Jako první vytvořil podunajské soustátí, které sestávalo z uherského a českého království a říše a zřejmě mělo být hrází proti dravé osmanské expanzi. K jeho dalšímu rozšíření směřoval také sňatek Zikmundovy dcery Alžběty s rakouským arcivévodou Albrechtem V.

## Biografie

### Dětství
Zikmund se narodil 14. února 1368 v Praze jako syn císaře Svaté říše římské Karla IV. a jeho čtvrté manželky Alžběty Pomořanské, vnučky polského krále Kazimíra III. Velikého. Byl pojmenován podle svatého Zikmunda, oblíbeného světce a patrona jeho otce. Svou přezdívku, liška ryšavá, získal již v dětství kvůli zrzavé barvě svých vlasů.
Už tři dny po jeho narození sepsal Karel IV. dohodu o jeho budoucím sňatku s tehdy tříletou Kateřinou, pátou dcerou norimberského purkrabího Fridricha V. Hohenzollernského. K tomuto sňatku ale nakonec nedošlo.

### Uherský král

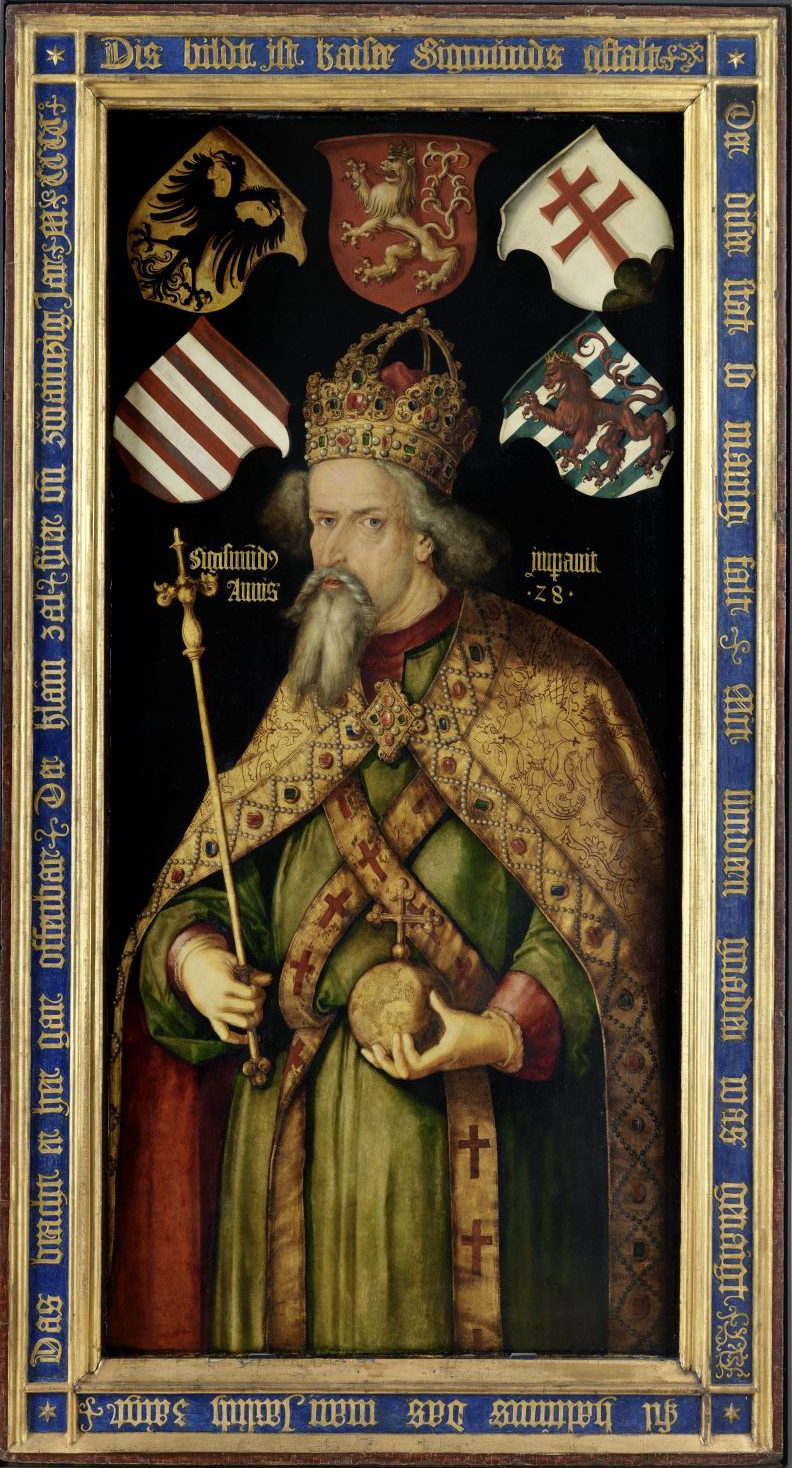
Zikmund Lucemburský, pozdější podobizna od Albrechta Dürera (cca 1509–1516)

V roce 1374 Karel IV. syna zasnoubil s Marií, nejstarší přeživší dcerou polského a uherského krále Ludvíka I., který zamýšlel, že Marie se svým manželem ho po jeho smrti nahradí v Polsku. V roce 1378 se Zikmund po otcově smrti stal braniborským markrabětem. Desetiletý Zikmund byl ovšem na několik příštích let poslán na uherský dvůr a s Uherskem se silně identifikoval.
V roce 1381 poslal třináctiletého Zikmunda jeho starší bratr Václav IV. do Krakova, aby se naučil polsky, zvykl si na zem a místní lid. Král Ludvík zemřel roku 1382 a Poláci odmítli další spojení s Uhrami. Za polskou královnu zvolili Mariinu mladší sestru Hedviku, provdanou za Vladislava II. Jagella. V Uhrách nechala královna vdova Alžběta Bosenská korunovat královnou Marii, která se zasnoubila s Ludvíkem Orleánským. 15. listopadu 1385 si Zikmund vynutil sňatek s Marií (svatba proběhla ve slovenském Zvolenu) a získal tak uherský trůn. Po odstranění protikrále Karla Neapolského, který byl počátkem roku 1386 zabit na příkaz Alžběty Bosenské, a následném zajištění podpory uherské šlechty, se Zikmund nechal korunovat uherským králem 31. března 1387 v Székesfehérváru (česky: Stoličný Bělehrad). Ještě téhož roku ale stoupenci Karla Neapolského proti Zikmundovi zosnovali povstání a uvěznili královnu Marii i její matku Alžbětou Bosenskou. Povstalce vedli chorvatský bán Ivan Paližna se svými synovci Ivanem Horvátem a záhřebským biskupem Pavlem a jejich strýc Ivan. Obě královny byly vězněny v pevnosti Novigrad u Zadaru, kde byla Alžběta Ivanem Horvátem zavražděna, zatímco Marii se podařilo Zikmundovi osvobodit a povstalci museli hledat útočiště u bosenského krále Tvrtka I. Z Bosny poté Ivan Horvát intrikoval proti Zikmundovi a snažil se prosadit na uherský trůn nezletilého Ladislava Neapolského, syna zavražděného Karla. Roku 1394 však byli bratři Horvátové Zikmundem zajati, Ivan odsouzen k smrti a po dlouhém mučení v Pécsi rozčtvrcen, zatímco jeho bratr Pavel byl sesazen z biskupského stolce a zemřel ve vězení.
Zikmund byl sice jediným Lucemburkem na uherském trůně, ale udržel se na něm celých padesát let. Roku 1396 se spolu s Joštem Moravským postavil do čela odporu proti Václavovi IV., toho roku také s Václavem obnovil smlouvy o vzájemném nástupnictví a byl jím jmenován vikářem v Německu. Křížová výprava, kterou organizoval proti Osmanské říši, byla v září 1396 rozbita Turky u Nikopole, sultán ovšem toto vítězství nevyužil k expanzi.

### Vztahy s Václavem IV.
Roku 1401 vypukla v Uhrách vzpoura a král byl dočasně uvězněn. Václav IV., byť sesazen z německého trůnu, se obrátil o pomoc ohledně císařské korunovace (stále ještě možné) k Zikmundovi a nabídl mu správu Čech. Zikmund začal zabírat královské hrady, Václava kvůli jeho odporu nechal zajmout a odvést do Vídně. Odpor, který proti němu v Čechách rychle vzrůstal, se pokusil zlomit vojensky, současně však musel znovu zasahovat v Uhrách proti novému uchazeči o trůn. Mezitím Václav z Vídně uprchl a roku 1404 se bratři smířili.
Po smrti Václavova římského protikrále Ruprechta III. byl Zikmund 21. července 1411 s Václavovým souhlasem zvolen hlasy pěti kurfiřtů římským králem (korunován 8. listopadu 1414). V té době podruhé zastavil Braniborsko, tentokrát svému přívrženci, norimberskému purkrabímu Fridrichu I. Hohenzollernskému, a definitivně je tak odtrhl od Čech.

### Papežské schizma

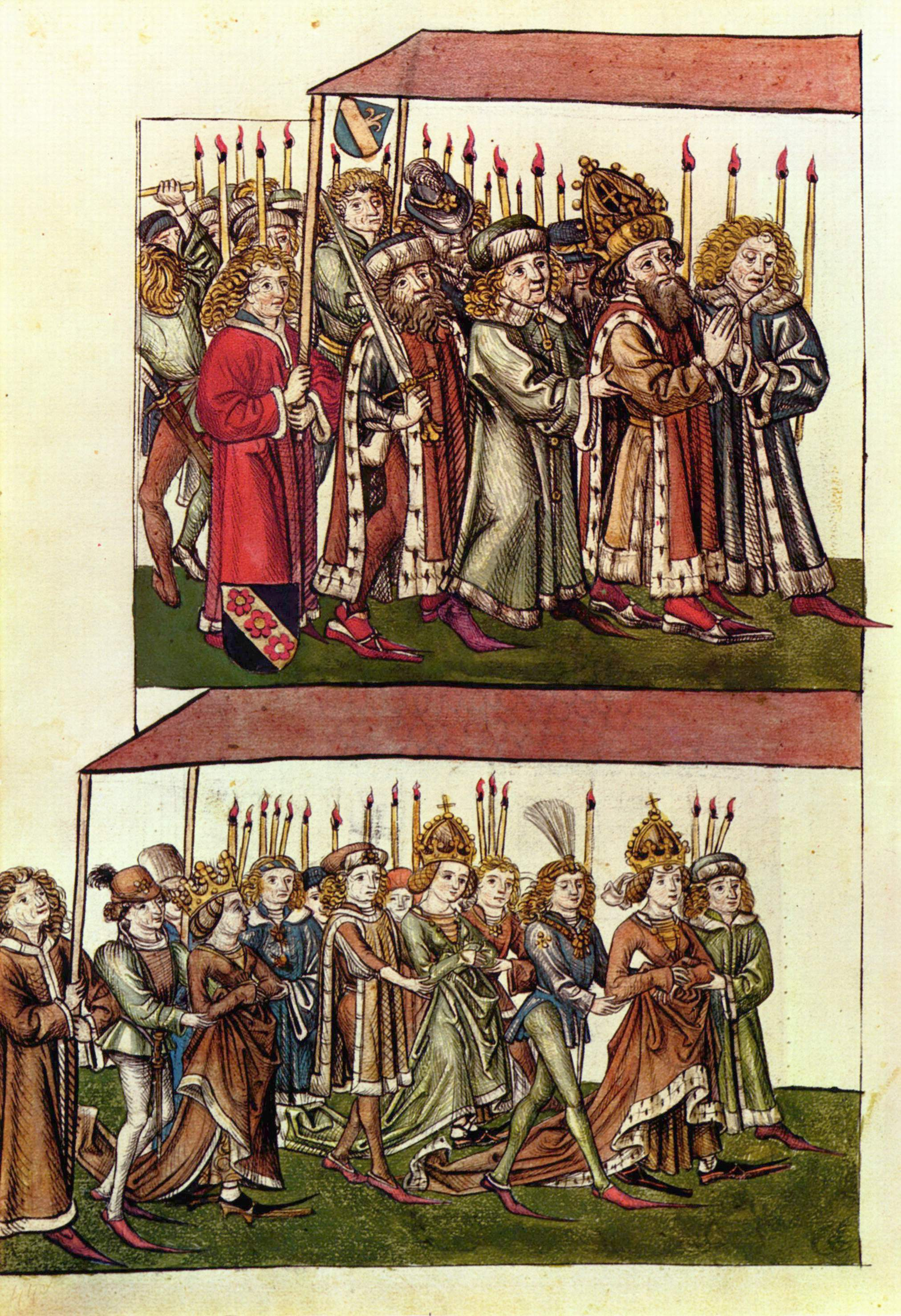
Zikmund a Barbora Cellská na koncilu v Kostnici

Jako římský král se Zikmund snažil o odstranění papežského schizmatu (trojpapežství). V květnu 1410 zemřel papež Alexandr V. Situace v církvi se nelíbila římskému králi Zikmundovi, který přiměl jednoho z papežů, Jana XXIII., aby svolal nový koncil do Kostnice. Koncil roku 1414 rozhodl o abdikaci všech tří papežů a jako nového papeže 11. listopadu 1417 zvolil Ottu Colonnu, který přijal jméno Martin V. Na jednání v Kostnici měl obhájit své učení Jan Hus, kterému na cestu vydal Zikmund ochranný glejt. Byl ale nařčen z kacířství a 6. července 1415 upálen. Po koncilu mělo křesťanstvo opět jediného papeže.

### Císař a husité
Po Václavově smrti (1419) se stal Zikmund jediným dědicem českého království. Katolická šlechta ho očekávala se samozřejmostí, husitská šlechta pak s určitými obavami. Připravovaly se volební požadavky: přijímání z kalicha a sekularizace (zabavení) církevního majetku. Zikmunda podporovala jako příštího českého krále vdova po Václavovi IV., Žofie Bavorská, ta se ovšem nakonec sama uchýlila pod Zikmundovu ochranu.
V březnu 1420 byla ve Vratislavi za jeho přítomnosti vyhlášena křížová výprava proti kacířským Čechám. Koncem května oblehl Zikmund s křižáckým vojskem Prahu. Byl poražen na Vítkově (14. července) a pod Vyšehradem (2. listopadu), nechal se ale korunovat českým králem (korunoval jej pražský arcibiskup Konrád z Vechty), neboť měl ve své moci Pražský hrad (28. července). Na jaře 1421 se v Čáslavi sešel sněm, který ho jako krále odmítl; na Moravě, ve Slezsku a Lužici ho šlechta uznala.
Po prohrané bitvě u Německého Brodu 8. ledna 1422 ze země odtáhl, snažil se ji příští léta získat kombinací diplomatického a vojenského nátlaku. Teprve v roce 1429 navázali husité kontakty se Zikmundem, jehož hodlali přijmout za krále, pokud by uznal jejich program. To ovšem byla pro světskou hlavu křesťanstva nepřijatelná podmínka. Zikmund tedy musel čekat celých sedmnáct let po Václavově smrti, než byl v českých zemích všeobecně přijat jako král.

## Legitimní český král
Dne 31. května 1433 byl Zikmund papežem Evženem IV. korunován na římského císaře. Po bitvě u Lipan se mu otevřela cesta k vládě v českých zemích. Dne 5. července 1436 v Jihlavě byla vyhlášena před Zikmundem kompaktáta (kompromis mezi stanovisky basilejského koncilu a husitů), následovala jednání o podmínkách přijetí císaře Zikmunda za českého krále a jeho slavnostní přijetí v ceremoniálu na jihlavském náměstí 14. srpna 1436. Na zemském sněmu 30. září 1437 byla proti Zikmundovi vznesena celá řada stížností – například, že dal popravit hejtmana Jana Roháče z Dubé.

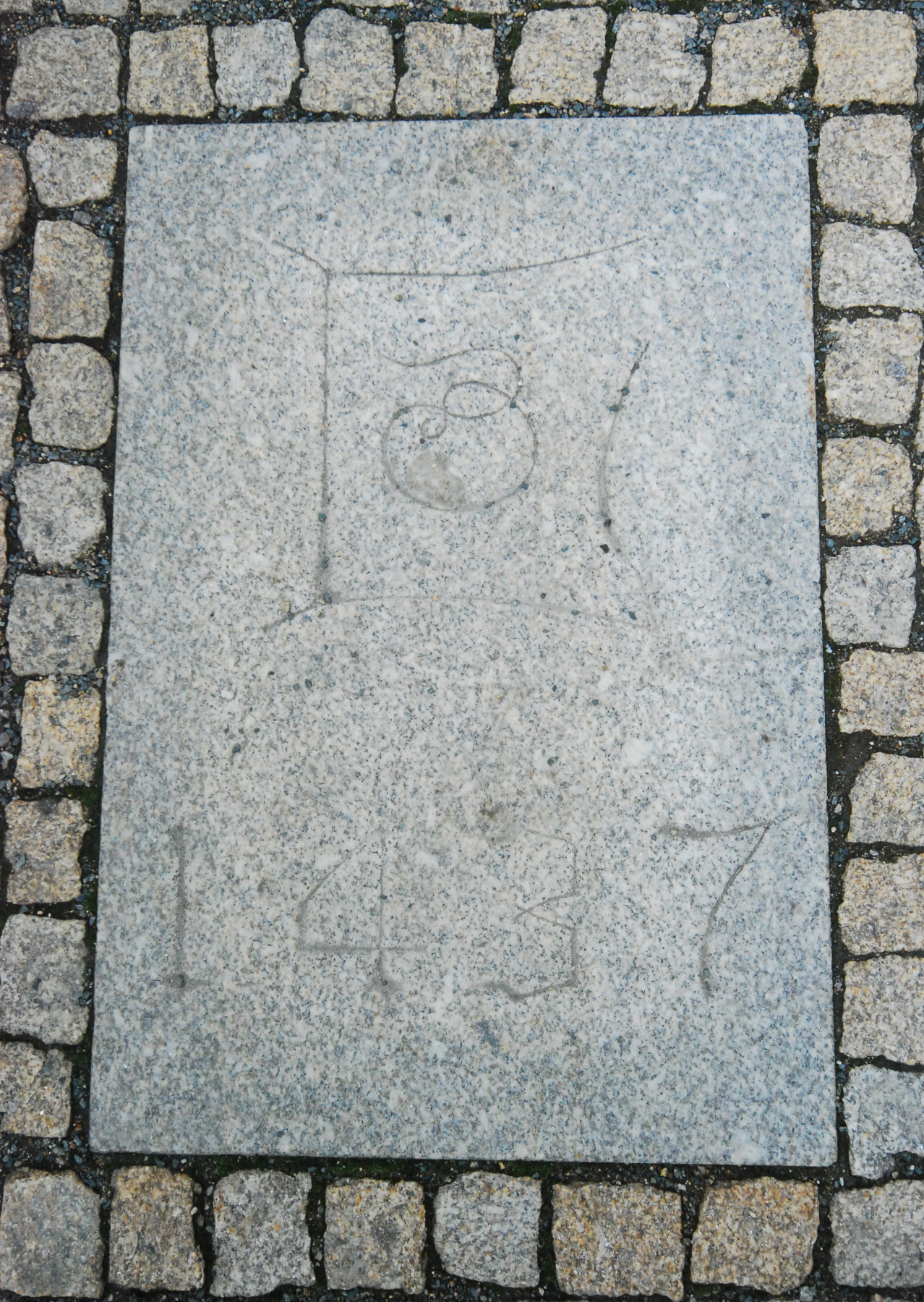
Deska na znojemském Masarykově náměstí připomínající Zikmundovu smrt

Zikmund se chystal zajistit dědictví manželovi své jediné dcery Alžběty Albrechtovi, snažil se vyhnout politickým ambicím své druhé ženy Barbory a jejího synovce Oldřicha. Poslední slavný Lucemburk zemřel ve Znojmě 9. prosince 1437 na své cestě do Uher. Byl pohřben v katedrále ve Velkém Varadíně, hned vedle hrobky sv. Ladislava. Zikmund nezanechal mužského potomka, jím vymřela linie Lucemburků. Posledním známým potomkem lucemburského rodu byl nemanželský syn Prokopa Lucemburského, benediktinský mnich v Monte Casinu Jiří Lucemburský, který dědická práva na majetky svých předků vzhledem ke svému nelegitimnímu původu nemohl uplatňovat.

## Život v datech
- 1368 – 14. 2. narození v Praze
- 1387 – korunovace uherským králem 31. března
- 1392 – první tažení proti Turkům
- 1394 – dobytí Dalmácie a tažení proti Moldavsku
- 1395 – tažení proti Turkům a do Valašska
- 1396 – útěk po bitvě u Nikopole
- 1397 – zemský sněm v Temešváru
- 1401 – držen v zajetí na hradě Siklós
- 1401 – zemský sněm v Pápě
- 1402 – zajetí českého krále Václava IV. a jeho věznění ve Vídni
- 1404 – zemský sněm v Budíně
- 1408 – tažení do Bosny
- 1408 – založení Dračího řádu
- 1410 – zvolen římským králem
- 1411 – smíření s  Václavem IV., znovu zvolen římským králem
- 1414 až 1418 – sněm v Kostnici
- 1416 – diplomatická cesta do Anglie
- 1419 až 1436 – husitské války
- 1420 – po porážce na Vítkově (dnes Žižkov) se nechal v katedrále sv. Víta korunovat českým králem
- 1424 – jednání s byzantským císařem Janem VIII. v Uhrách
- 1429 – uzavření tříletého příměří s Turky
- 1429 – v Prešpurku (dnešní Bratislava) se poprvé sešel s Prokopem Holým a delegací husitů
- 1429 – na hradě Luck se účastní konference, kde jedná s panovníky Vasijijem II., Vladislavem II., Vytautasem a vojvodou Valašským
- 1430 – říšský sněm ve Straubingu
- 1433 – papežem Evženem IV. je v Římě korunován na císaře
- 1433 až 1437 – sněm v Basileji, odkud odešel nespokojen
- 1434 – projekt reformy říše
- 1436 – příjezd do Prahy, kde byl přijat za českého krále
- 1437 – říšský sněm v Chebu, diskuse o reformě říše
- 1437 – 9. 12. úmrtí ve Znojmě

## Genealogie
|                     |                           |  |                         |                           |  |  |  |  |  |  |  | Jindřich VI. Lucemburský |
|                     |                           |  |                         |                           |  |  |  |  |  |  |  |                          |
|                     | Jindřich VII. Lucemburský |  |                         |                           |  |  |  |  |  |  |  |                          |
|                     |                           |  |                         |                           |  |  |  |  |  |  |  |                          |
|                     |                           |  |                         | Beatrix z Avesnes         |  |  |  |  |  |  |  |                          |
|                     |                           |  |                         |                           |  |  |  |  |  |  |  |                          |
|                     | Jan Lucemburský           |  |                         |                           |  |  |  |  |  |  |  |                          |
|                     |                           |  |                         |                           |  |  |  |  |  |  |  |                          |
|                     |                           |  |                         | Jan I. Brabantský         |  |  |  |  |  |  |  |                          |
|                     |                           |  |                         |                           |  |  |  |  |  |  |  |                          |
|                     | Markéta Brabantská        |  |                         |                           |  |  |  |  |  |  |  |                          |
|                     |                           |  |                         |                           |  |  |  |  |  |  |  |                          |
|                     |                           |  |                         | Markéta z Dampierre       |  |  |  |  |  |  |  |                          |
|                     |                           |  |                         |                           |  |  |  |  |  |  |  |                          |
|                     | Karel IV.                 |  |                         |                           |  |  |  |  |  |  |  |                          |
|                     |                           |  |                         |                           |  |  |  |  |  |  |  |                          |
|                     |                           |  |                         | Přemysl Otakar II.        |  |  |  |  |  |  |  |                          |
|                     |                           |  |                         |                           |  |  |  |  |  |  |  |                          |
|                     | Václav II.                |  |                         |                           |  |  |  |  |  |  |  |                          |
|                     |                           |  |                         |                           |  |  |  |  |  |  |  |                          |
|                     |                           |  |                         | Kunhuta Uherská           |  |  |  |  |  |  |  |                          |
|                     |                           |  |                         |                           |  |  |  |  |  |  |  |                          |
|                     | Eliška Přemyslovna        |  |                         |                           |  |  |  |  |  |  |  |                          |
|                     |                           |  |                         |                           |  |  |  |  |  |  |  |                          |
|                     |                           |  |                         | Rudolf I. Habsburský      |  |  |  |  |  |  |  |                          |
|                     |                           |  |                         |                           |  |  |  |  |  |  |  |                          |
|                     | Guta Habsburská           |  |                         |                           |  |  |  |  |  |  |  |                          |
|                     |                           |  |                         |                           |  |  |  |  |  |  |  |                          |
|                     |                           |  |                         | Gertruda z Hohenbergu     |  |  |  |  |  |  |  |                          |
|                     |                           |  |                         |                           |  |  |  |  |  |  |  |                          |
| Zikmund Lucemburský |                           |  |                         |                           |  |  |  |  |  |  |  |                          |
|                     |                           |  |                         |                           |  |  |  |  |  |  |  |                          |
|                     |                           |  | Bogislaw IV. Pomořanský |                           |  |  |  |  |  |  |  |                          |
|                     |                           |  |                         |                           |  |  |  |  |  |  |  |                          |
|                     | Wartislaw IV. Pomořanský  |  |                         |                           |  |  |  |  |  |  |  |                          |
|                     |                           |  |                         |                           |  |  |  |  |  |  |  |                          |
|                     |                           |  |                         | Margaret z Rügenu         |  |  |  |  |  |  |  |                          |
|                     |                           |  |                         |                           |  |  |  |  |  |  |  |                          |
|                     | Bogislav V. Pomořanský    |  |                         |                           |  |  |  |  |  |  |  |                          |
|                     |                           |  |                         |                           |  |  |  |  |  |  |  |                          |
|                     |                           |  |                         | Ulrich I. z Lindau-Rupinu |  |  |  |  |  |  |  |                          |
|                     |                           |  |                         |                           |  |  |  |  |  |  |  |                          |
|                     | Alžběta z Lindau-Ruppinu  |  |                         |                           |  |  |  |  |  |  |  |                          |
|                     |                           |  |                         |                           |  |  |  |  |  |  |  |                          |
|                     |                           |  |                         | Adelheid ze Schladenu     |  |  |  |  |  |  |  |                          |
|                     |                           |  |                         |                           |  |  |  |  |  |  |  |                          |
|                     | Alžběta Pomořanská        |  |                         |                           |  |  |  |  |  |  |  |                          |
|                     |                           |  |                         |                           |  |  |  |  |  |  |  |                          |
|                     |                           |  |                         | Vladislav I. Lokýtek      |  |  |  |  |  |  |  |                          |
|                     |                           |  |                         |                           |  |  |  |  |  |  |  |                          |
|                     | Kazimír III. Veliký       |  |                         |                           |  |  |  |  |  |  |  |                          |
|                     |                           |  |                         |                           |  |  |  |  |  |  |  |                          |
|                     |                           |  |                         | Hedvika Kališská          |  |  |  |  |  |  |  |                          |
|                     |                           |  |                         |                           |  |  |  |  |  |  |  |                          |
|                     | Alžběta Piastovna         |  |                         |                           |  |  |  |  |  |  |  |                          |
|                     |                           |  |                         |                           |  |  |  |  |  |  |  |                          |
|                     |                           |  |                         | Gediminas                 |  |  |  |  |  |  |  |                          |
|                     |                           |  |                         |                           |  |  |  |  |  |  |  |                          |
|                     | Aldona Litevská           |  |                         |                           |  |  |  |  |  |  |  |                          |
|                     |                           |  |                         |                           |  |  |  |  |  |  |  |                          |
|                     |                           |  |                         | Jewna                     |  |  |  |  |  |  |  |                          |
|                     |                           |  |                         |                           |  |  |  |  |  |  |  |                          |

## Obraz v kultuře
V českém prostředí je vnímání Zikmunda Lucemburského hluboce ovlivněno husitskou a jiráskovskou tradicí, protežovanou za první republiky i za komunismu – jako negativní a zrádná figura („liška“ nebo „šelma ryšavá“).

### Film a televize
| Otto Čermák      | film Jan Roháč z Dubé (1947), režie Vladimír Borský                                                                  |
| Jan Pivec        | film Jan Hus (1954), režie Otakar Vávra                                                                              |
| Rudolf Hrušínský | televizní film Zikmund řečený Šelma ryšavá (1987), režie Jiří Bělka                                                  |
| Götz Otto        | německý televizní film Hříšnice (2010), režie Hansjörg Thurn                                                         |
| Michal Dlouhý    | televizní film Jan Hus (2015), režie Jiří Svoboda                                                                    |
| Matthew Goode    | film Jan Žižka (2022), režie Petr Jákl                                                                               |
| László Gálffi    | televizní seriál Hunyadi – Vzestup Havrana (2024), režie Robert Dornhelm, Orsi Nagypál, Attila Szász, Balázs Lengyel |

### Komiks
Jednou z postav komiksu Opráski sčeskí historje, vydávaného od roku 2012, je Zmikund (sic!), král se zrzavými vousy a liščím ocasem, do nějž se při svých veřejných vystoupeních stylizuje i sám pseudonymní autor Jaz.